# 丰特内夫罗
丰特内夫罗，是西班牙卡斯蒂利亚-莱昂布尔戈斯省的一个市镇。总面积39平方公里，总人口192人（2001年），人口密度5人/平方公里。